# ディズニー・ファンタジー・オン・パレード
ディズニー・ファンタジー・オン・パレード（Disney's Fantasy on Parade）は、1993年4月12日～1998年4月11日まで開催された東京ディズニーランドの昼のパレードである

## 概要
このパレードは、東京ディズニーランドの10周年を記念してスタートしたパレードで、「東京ディズニーランド10thアニバーサリーと同時にスタート。正月時にはミッキー達がはかま姿で登場。その後、アニバーサリーイベント終了後も好評につき継続された。また、このパレードは1994年4月15日から10周年のロゴを外して実施された。

## 各フロート
| フロート           | キャラクター | 使用曲 |
| ------------------ | --- | --- |
| オープニング       | ミッキーマウス ミニーマウス ドナルドダック グーフィー プルート                                                                                        | ディズニー・ファンタジー・オン・パレードのテーマ (以下10セクションの使用曲から1曲ずつ(太字の曲)を繋いだメドレー。 パレードはフルオーケストラで演奏されるこのメドレーと、 各フロートからシンセサイザーアレンジで流れる以下の欄の楽曲が組み合わさる形で進む) |
| 美女と野獣         | ビースト ベル ルミエール コグスワース ポット夫人 チップ                                                                                               | ひとりぼっちの晩餐会 朝の風景 愛の芽生え 強いぞ,ガストン 美女と野獣 |
| 白雪姫             | 白雪姫 ドック グランピー ハッピー スリーピー バッシュフル スニージー ドーピー                                                                         | ハイ・ホー 口笛吹いて働こう 小人たちのヨーデル 私の願い 歌とほほえみと いつか王子様が |
| ダンボ             | ダンボ ジャンボ ティモシー ケイシー・ジュニア サーカス団長                                                                                            | サンダー・アンド・ブレイズ ケイシー・ジュニア 私の赤ちゃん もしぞうが空を飛べたら |
| リトル・マーメイド | アリエル フランダー セバスチャン | キス・ザ・ガール レ・ポワソン アンダー・ザ・シー パート・オブ・ユア・ワールド |
| ピノキオ           | ピノキオ ジミニー・クリケット フィガロ クレオ | 困った時には口笛を ハイ・ディドゥル・ディー・ディー もう糸はいらない 星に願いを |
| ファンタジア       | アイリス キューピット ペガサス マッシュルーム・ダンサー                                                                                               | 葦笛の踊り 交響曲第6番 トレパック アヴェ・マリア 魔法使いの弟子 中国の踊り 花のワルツ 春の祭典 時の踊り |
| ピーター・パン     | ピーター・パン ウェンディ・モイラー・アンジェラ・ダーリング フック船長 ミスター・スミー チクタクワニ カビー スライトリー ツインズ ニブス トゥートルズ | 海賊のくらし フック船長はエレガント ピーターパンのテーマ リーダーにつづけ 右から2番目の星 きみもとべるよ! |
| ふしぎの国のアリス | アリス 白うさぎ ハートの女王 マッドハッター（いかれ帽子屋 ドーマス トゥイードルダムとトゥイードルディー ウォーラス カードソルジャー                   | カードの大行進 時間におくれた 不思議の国のアリス お誕生日じゃない日の歌 はじめまして こんにちは ゴールデン・アフタヌーン |
| メリー・ポピンズ   | メリー・ポピンズ バート ジェーン・カロライン マイケル・バンクス ペンギン                                                                              | スーパーカリフラジリスティックエクスピアリドーシャス お砂糖ひとさじで タコをあげよう 踊ろう、調子よく チム・チム・チェリー 2ペンスを鳩に |
| シンデレラ         | シンデレラ プリンス・チャーミング トレメイン夫人 アナスタシア・トレメイン ドリゼラ・トレメイン                                                        | 夢はひそかに ビビディ・バビディ・ブー 仕事のうた 舞踏会 これが恋かしら シンデレラ |

## サウンドトラック
『ディズニー・ファンタジー・オン・パレード』1997年4月18日。